# Акакий (консуляр)
Акакий (лат. Acacius) — римский политический деятель второй половины IV века.
До 361 года Акакий занимал должность презида Фригии. Приблизительно в 361—362 годах он находился на посту консуляра Галатии. Находясь в отставке, Акакий посетил Антиохию. В 363/364 году он был вызван к императорскому двору в Анкиру. В 364—365 годах Акакий, скорее всего, был ответственным за императорские поместья в Каппадокии. Он был язычником. Его сына звали Марк.